# Land Office
Pour les articles homonymes, voir GLO.
Le General Land Office (GLO), plus communément appelé Land Office (« Office des Terres ») était une agence indépendante du gouvernement des États-Unis chargée de la gestion du domaine public (en), c'est-à-dire des terrains pas encore privatisées se trouvant essentiellement dans l'Ouest américain.
Avec l'ordonnance sur la terre de 1785, qui a créé le Public Land Survey System (PLSS, « Système d'arpentage des terres publiques »), le département du Trésor des États-Unis avait supervisé l'arpentage puis la vente progressive des terres du Territoire du Nord-Ouest comprenant ce qui est aujourd'hui l'Ohio. Le Land Office a été créé en 1812 pour prendre en charge ces fonctions précédemment confiées au département du Trésor.
Placé sous la tutelle du département de l'Intérieur, il est fusionné avec le United States Grazing Service (« Service des pâturages des États-Unis ») fondé en 1934, pour devenir le Bureau of Land Management (BLM, « Bureau de gestion du territoire ») en 1946.

## Commissaires
- 1907-1908 : Richard A. Ballinger